# اولگا پیخیئنکو
اولگا پیخیئنکو (به انگلیسی: Olga Pikhienko) ژیمناست زادهٔ ۱۱ فوریهٔ ۱۹۸۰ میلادی اهل کشور ایالات متحده آمریکا است.